# V402 Возничего
V402 Возничего (лат. V403 Aurigae), HD 282719 — тройная звезда в созвездии Возничего на расстоянии приблизительно 617 световых лет (около 189 парсеков) от Солнца. Возраст звезды оценивается как около 1,58 млрд лет.
Пара первого и второго компонентов — двойная затменная переменная звезда типа W Большой Медведицы (EW). Видимая звёздная величина звезды — от +8,98m до +8,84m. Орбитальный период — около 0,6035 суток (14,484 часов).

## Характеристики
Первый компонент — жёлто-белая звезда спектрального класса F2 или F0. Масса — около 1,727 солнечной, радиус — около 2,43 солнечных, светимость — около 8,297 солнечных. Эффективная температура — около 6700 K.
Второй компонент — жёлто-белая звезда спектрального класса F. Масса — около 0,33 солнечной, радиус — около 0,92 солнечного, светимость — около 1,75 солнечной. Эффективная температура — около 6775 K.
Третий компонент — коричневый карлик. Масса — около 16,84 юпитерианских. Удалён на 1,794 а.е..